# 渋川伊香保インターチェンジ
渋川伊香保インターチェンジ（しぶかわいかほインターチェンジ）は、群馬県渋川市中村にある関越自動車道のインターチェンジ (IC) である。
渋川市や中之条町の玄関口となっており、伊香保温泉・草津温泉・四万温泉などの観光地の最寄りICであるため、休日を中心に下り線で出口渋滞が発生する。
当ICから小千谷ICまでは、平常時の最高速度が80 km/hに制限されている。
当ICで熊谷渋川連絡道路及び上信自動車道と接続する計画がある。

## 道路
- E17 関越自動車道（12番）
- 接続する道路：国道17号（渋川バイパス／前橋渋川バイパス）

## 料金所
- ブース数：8

### 入口
- ブース数：3
  - ETC専用：1
  - ETC・一般：1
  - 一般：1

### 出口
- ブース数：5
  - ETC専用：2
  - ETC・一般：1
  - 一般：2

## 歴史
- 1985年10月2日：供用開始
- 2011年3月17日：上り線の合流車線が1.8 kmに延長[2]

## 周辺
- 利根川
- 群馬ガラス工芸美術館
- ファッションセンターしまむら渋川店
- ユニクロ渋川有馬店
- カインズ渋川有馬店
- ヤマダデンキテックランド渋川店
- 渋川市役所
- 渋川駅
- 八木原駅

## 隣
E17 関越自動車道
(11) 前橋IC - (11-1) 駒寄PA/SIC - (12) 渋川伊香保IC - (12-1) 赤城IC/PA